# Gasteracantha falcicornis
Espèce
Synonymes
- Gasteracantha resupinata Gerstäcker, 1873
- Gasteracantha toxotes Gerstäcker, 1873
- Gasteracantha petersii Karsch, 1878

Gasteracantha falcicornis est une espèce d'araignées aranéomorphes de la famille des Araneidae.

## Distribution
Cette espèce se rencontre dans l'Est et le Sud de l'Afrique : en Afrique du Sud, au Eswatini, au Mozambique, au Malawi, en Zambie, au Congo-Kinshasa, en Tanzanie y compris à Zanzibar et au Kenya.
Elle est absente de Madagascar.

## Description

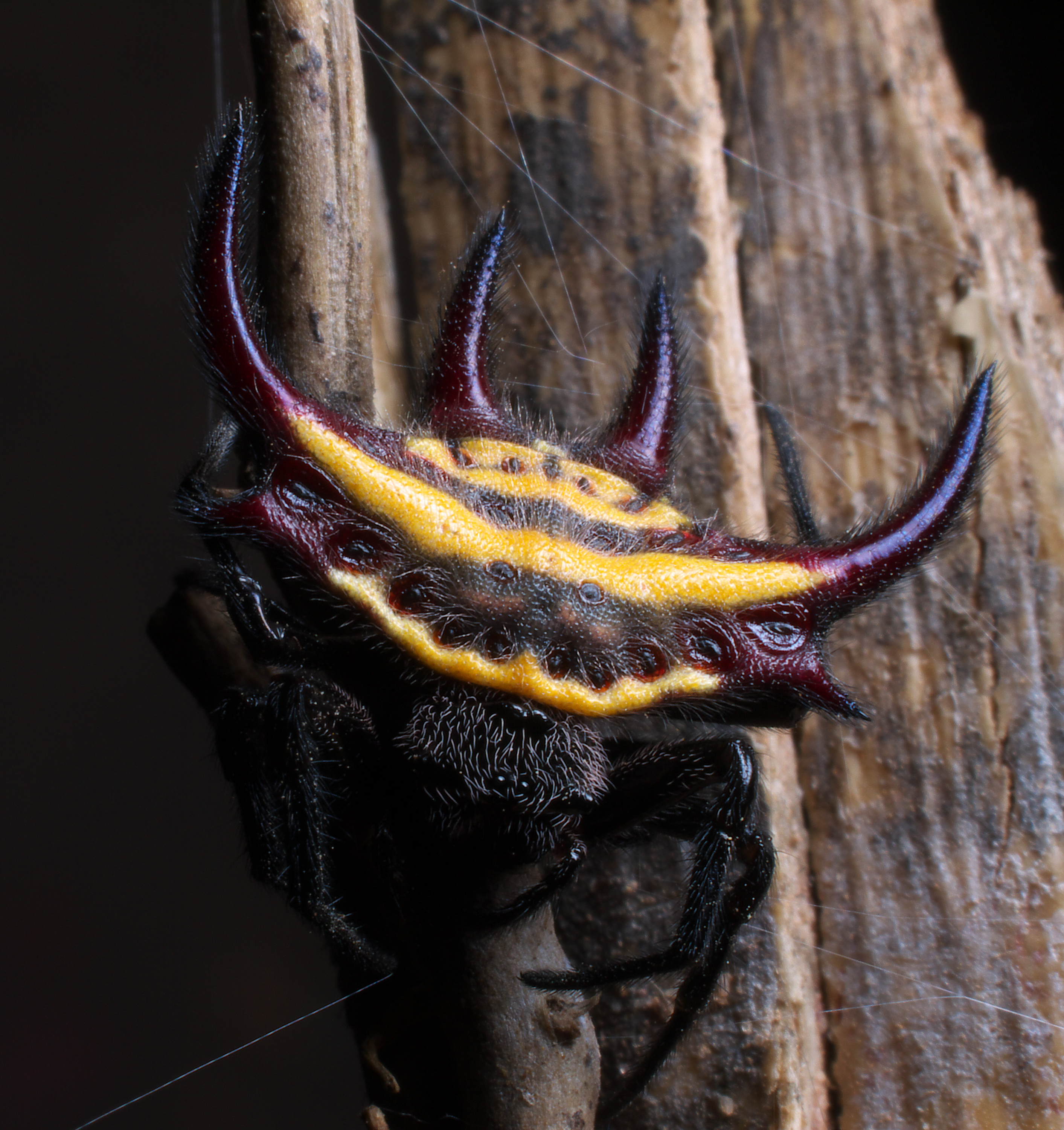
Gasteracantha falcicornis

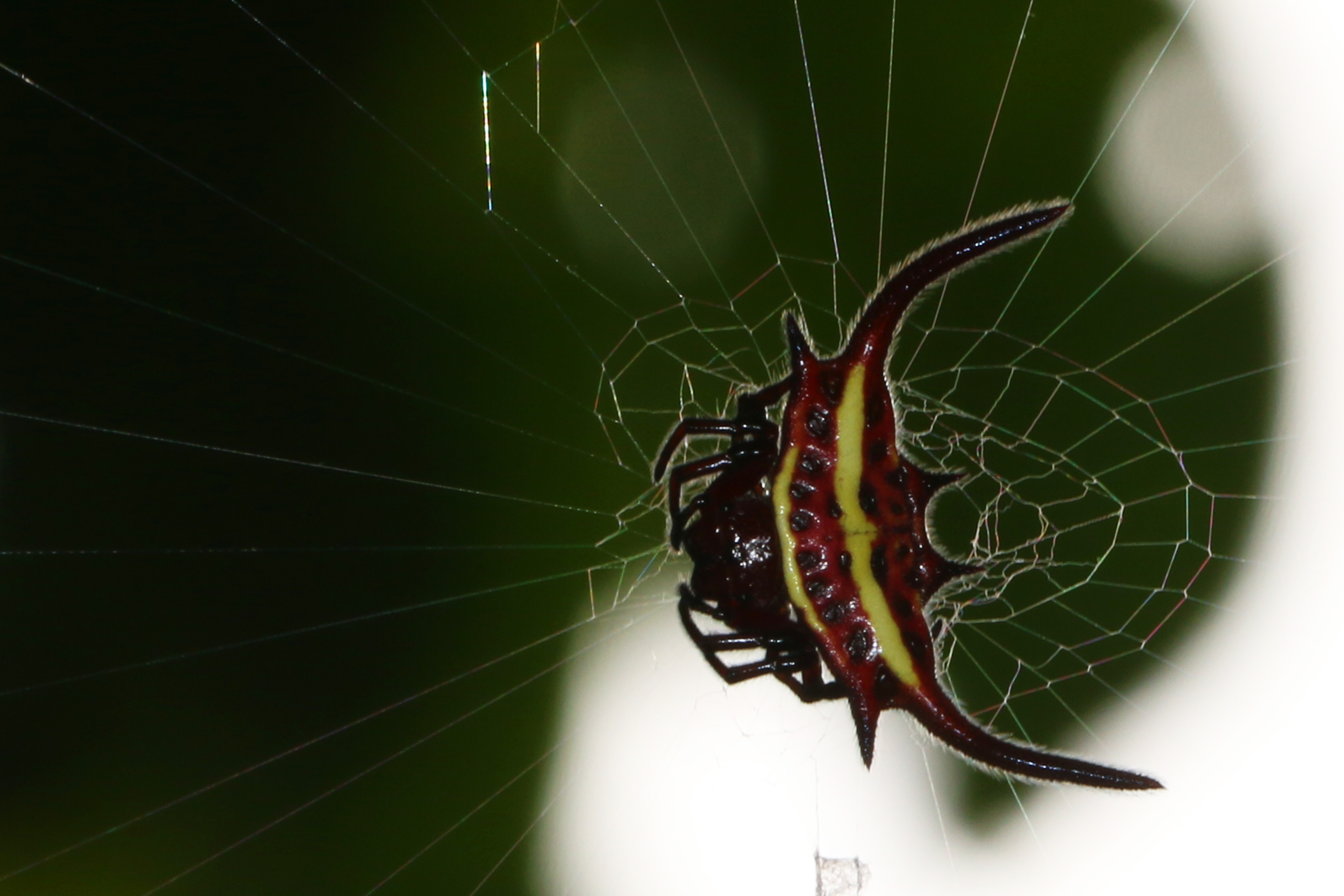
Gasteracantha falcicornis (Parc national de Gorongosa, Mozambique)

La femelle mesure environ 6 mm de long et 24 mm de large. Le mâle n'a pas été décrit.
L'abdomen est transversalement sub-ovale avec six angles d'où prennent naissance les épines, deux courtes, horizontales et légèrement recourbées en arrière, depuis le bord latéral antérieur, deux robustes, fortement incurvées en arrière et vers le haut,, environ sept fois plus longues, depuis la marge latérale postérieure, et deux courtes, horizontales et presque parallèles, depuis la marge postérieure. Les épines de la seconde paire sont assez variables, plus ou moins épaisses et plus ou moins recourbées.
Le Céphalothorax, les chélicères et les fémurs des pattes latérales sont pileux. Les maxillaires, le labium, les tibia et les tarses des pattes et le sternum sont noirs. 
L'abdomen est testacé avec quatre points rouges marqués (sigilla) au centre et vingt marginaux. Il peut présenter des rayures transverses jaunes et les sigilla sont généralement noirs. Le dos de l’abdomen présente une rangée transversale de chaque côté de cinq sigilla de taille décroissante avec au centre, entre les deux sigilla les plus profonds, une dépression noire en forme de point. Au milieu du dos, quatre sigilla forment un trapèze dont le côté le plus long est situé en arrière. Les sigilla de ce trapèze sont de taille différente avec les antérieurs aussi grands que les sigilla les plus profonds de la première rangée et les postérieurs aussi étendus que les plus grands sigilla. Au milieu du trapèze, passe une rangée longitudinale de six points noirs en retrait. Trois se trouvent entre les sigilla avant et trois entre les postérieures. Il existe également deux points en retrait sur le côté intérieur des grands sigilla centraux, ainsi qu'un point sur le côté extérieur de la partie antérieure, mais plus éloigné. Dans la partie inférieure se trouvent deux grands sigilla latéraux de chaque côté et au centre cinq plus petits dont le médian est le plus petit de tous. Au-dessus des épines anales se trouvent encore deux sigilla, à moitié cachés sous le scutum supérieur, dans le pli du scutellum. Les taches noires couvrent tout le dos à l'exception seulement d'une large bande transversale lisse, légèrement arquée, qui forme le milieu du scutum, où elle passe dans les épines latérales.
Les épines sont rouge chataigne à noires et densément poilues, avec des poils noirs et courts. La face ventrale est brune, avec des points ocre, testacée aux marges, avec deux ou trois taches rouges marquées (sigilla). Une projection conique noire est présente entre les filières et l'épigyne.

## Comportement

### Toile

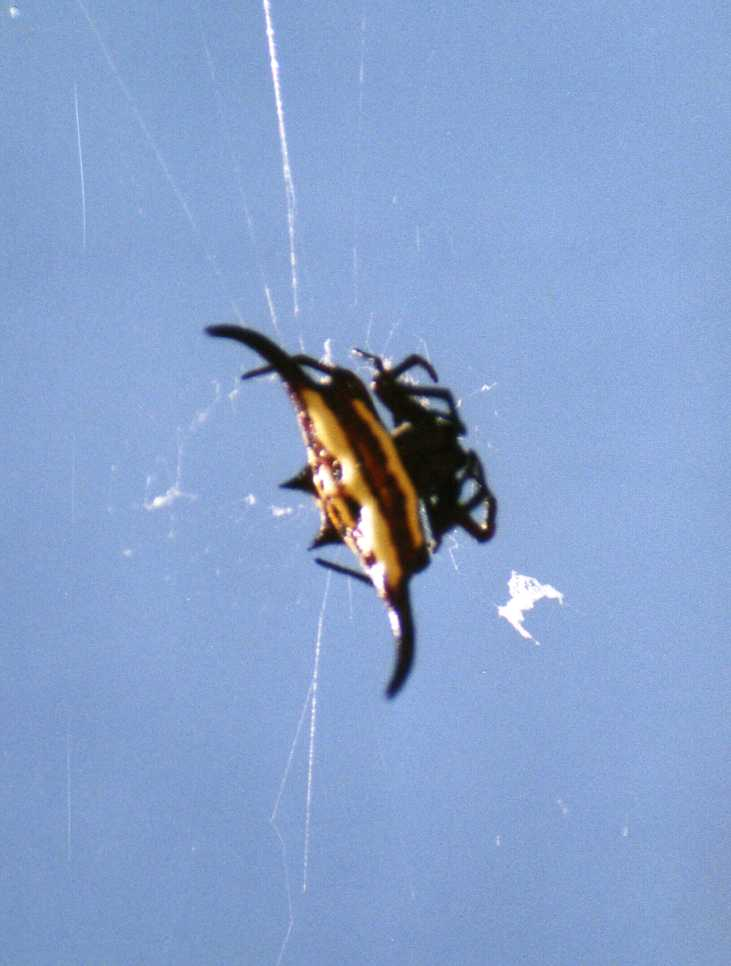
Gasteracantha falcicornis sur sa toile

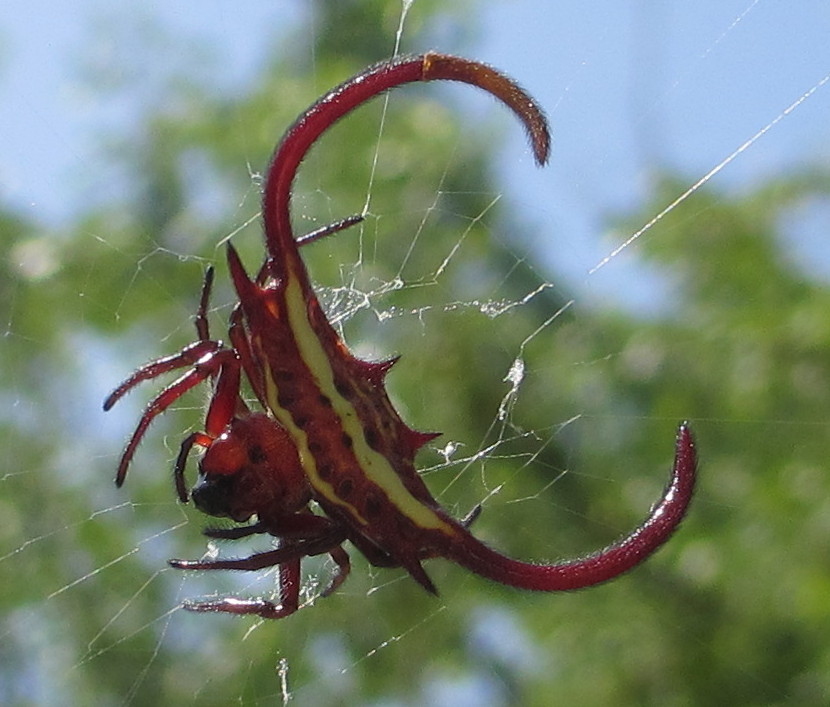
Gasteracantha falcicornis sur sa toile

La toile est concentrique et présente des stabilimenta.

## Espèces proches
Gasteracantha falcicornis est assez proche de Gasteracantha versicolor (Walckenaer, 1841), et de Gasteracantha milvoides Butler, 1873.

## Systématique et taxinomie
Cette espèce a été décrite par Butler en 1873.
Gasteracantha resupinata, Gasteracantha toxotes et Gasteracantha petersii ont été placées en synonymie par Dahl en 1914.

## Publication originale
- Butler, 1873 : « A monographic list of the species of Gasteracantha or crab-spiders, with descriptions of new species. » Transactions of the Royal Entomological Society of London, vol. 1873, p. 153-180 (texte intégral).